# Dragan Kićanović
Dragan Kićanović (cyr. Драган Кићановић; ur. 17 sierpnia 1953 w Čačaku) – serbski koszykarz. Grał na pozycji rzucającego obrońcy. W 1991 roku został wybrany jednym z 50 najlepszych koszykarzy przez FIBA. 20 sierpnia 2010 został włączony do FIBA Hall of Fame.

## Kariera
W latach 70. tworzył spektakularny duet wraz z Draženem Dalipagiciem w Partizanie Belgrad. Dwukrotnie zdobywał Puchar Koracia, w 1978 i 1979 roku. W 1983 roku zdobył Puchar Saporty z Scavolini Pesaro, w finale rzucając 31 punktów i 8 razy asystując. Z Partizanem Belgrad zdobył trzy mistrzostwa Jugosławii (1976, 1979, 1981) i Puchar Jugosławii (1979).
W reprezentacji Jugosławii grał w latach 1973–1983. Trzy razy wygrywał Mistrzostwa Europy, w 1973, 1975 i 1977 roku. Zdobył także srebrny i złoty medal na Igrzyskach Olimpijskich. Zdobył także wszystkie kolory medali na Mistrzostwach Świata.

## Osiągnięcia

### Reprezentacja
Drużynowe
- Mistrz:
  - olimpijski (1980)[3]
  - świata (1978)[3]
  - Europy (1973, 1975, 1977)[3]
  - igrzysk śródziemnomorskich (1971, 1975)
- Wicemistrz:
  - olimpijski (1976)[3]
  - świata (1974)[3]
  - Europy (1981)[3]
- Brązowy medalista mistrzostw:
  - świata (1982)[3]
  - Europy (1979)[3]

Indywidualne
- MVP mistrzostw świata (1974)[3]
- Lider:
  - strzelców mistrzostw świata (1982)[4]
  - Eurobasketu w skuteczności rzutów wolnych (1983 – 93,3%)[5]
- Zaliczony do I składu mistrzostw świata (1978, 1982)

### Europa
Klubowe
- trzykrotny mistrz Jugosławii (1976, 1979, 1981)[3]
- Zdobywca pucharu:
  - Koracza (dzisiejszego Eurocupu – 1978-79)[3]
  - Jugosławii (1979)[3]
  - Saporty (1983)[3]
- Finalista Pucharu Koracza (1974)

Indywidualne
- Zawodnik roku:
  - Euroscar (1981, 1982)[6]
  - Mr Europa (1981, 1982)[7]
- Wybrany do:
  - grona 50. najlepszych zawodników w historii rozgrywek FIBA (1991)
  - Koszykarskiej Galerii Sław FIBA (2010)[3]
- trzykrotny uczestnik spotkań gwiazd FIBA (1976, 1978, 1981)
- Lider:
  - finałów Pucharu Europy Zdobywców Pucharów (1983)
  - ligi włoskiej w asystach (1983)